# Holmes Chapel
Holmes Chapel es un pueblo y parroquia civil en el área de autoridad unitaria de Cheshire Oriental, en el condado ceremonial de Cheshire, Inglaterra. Hasta 1974 la parroquia fue conocida como Church Hulme. Se encuentra a unos 13 km al norte de Crewe y a 34 km al sur de Mánchester.
En el censo de 2001 la población registrada era de 5 669 habitantes. De acuerdo con el índice de privación material, se encontraba en el décimo octavo puesto de los pueblos menos desfavorecidos del Reino Unido (de 8 414 pueblos). Su estación de tren tiene servicios hacia Mánchester y Crewe.
A 4 kilómetros al este se encuentra la reserva natural Swettenham Meadows y al norte la localidad de Goostrey.
Tiene una escuela secundaria, Holmes Chapel Comprehensive School, y dos escuelas primarias: Holmes Chapel Primary School y la Hermitage Primary School.

## Geografía
Está ubicado dentro de la llanura de Cheshire en las cercanías del río Dane, el cual serpentea en su camino por todo el extremo norte de la aldea. Se halla en el distrito de autoridad unitaria de Cheshire Oriental, y es administrado por la cercana ciudad de Congleton.
Desde 1980 está hermanada con la ciudad francesa de Bessancourt.

## Religión
La Iglesia de San Lucas (Saint Luke's Church) fue construida alrededor de 1430. Originalmente con entramado de madera, las paredes de ladrillo que recubren la nave y el coro son adiciones posteriores. El 14 de febrero de 1967 fue designada como «edificio catalogado de grado I».